# Michele Antonioli
Michele Antonioli (Bormio, 31 gennaio 1977) è un ex pattinatore di short track e allenatore di pattinaggio su ghiaccio italiano.

## Carriera
Ha rappresentato la nazionale italiana ai Giochi olimpici invernali di Salt Lake City 2002, dove in squadra con Maurizio Carnino, Fabio Carta, Nicola Franceschina e Nicola Rodigari, ha vinto la medaglia d'argento nella staffetta 5.000 metri. È stato anche campione del mondo Team con la stessa staffetta. Vanta anche due titoli europei individuali e cinque a squadre.
Ritiratosi dall'attività agonistica, è divenuto tecnico FISG. È stato allenatore in seconda di Fabio Magarotto della nazionale. Ha cresciuto Luca Spechenhauser.
È stato commentatore tecnico per l'emittente Eurosport in occasione dei Giochi olimpici di Pechino 2022.

## Palmarès
Olimpiadi
Mondiali
Mondiali Team
Europei
| Oro                  | Argento | Bronzo | Tot. | Oro | Argento | Bronzo | Tot. | Oro | Argento | Bronzo | Tot. |    |
| Malmö 1997           | 0       | 0      | 0    | 0   | 0       | 0      | 1    | 1   | 0       | 0      | 1    | 1  |
| Budapest 1998        | 1       | 1      | 2    | 4   | 0       | 1      | 0    | 1   | 1       | 2      | 3    | 5  |
| Oberstdorf 1999      | 0       | 1      | 2    | 3   | 1       | 0      | 0    | 1   | 1       | 1      | 2    | 4  |
| Bormio 2000          | 0       | 1      | 2    | 3   | 1       | 0      | 0    | 1   | 1       | 1      | 2    | 4  |
| L'Aia 2001           | 0       | 0      | 1    | 1   | 1       | 0      | 0    | 1   | 1       | 0      | 1    | 2  |
| Grenoble 2002        | 0       | 0      | 0    | 0   | 1       | 0      | 0    | 1   | 1       | 0      | 0    | 1  |
| San Pietroburgo 2003 | 1       | 2      | 1    | 4   | 1       | 0      | 0    | 1   | 2       | 2      | 1    | 5  |
| Tot.                 | 2       | 5      | 8    | 15  | 5       | 1      | 1    | 7   | 7       | 6      | 9    | 22 |